# Triacanthella intermedia
Triacanthella intermedia is een springstaartensoort uit de familie van de Hypogastruridae. De wetenschappelijke naam van de soort is voor het eerst geldig gepubliceerd in 1983 door Dunger & Zivadinovic.